# 四马拒孙之役
四马拒孙之役，也称1934年宁夏战役，是于民國二十三（1934）年1月至3月在中華民國寧夏省爆发的一场国民革命军之间的内战，战役双方是由马鸿逵、马鸿宾、马步芳和马步青率领的马家军與依附張學良的軍閥孙殿英率领的国民革命军第四十一军。1933年，孙殿英获得蒋介石授予的青海西区屯垦督办一职，从察哈爾省西进，准备经綏遠省、宁夏省抵达宁夏，但这一前进路线遭到了马步芳为首的马家军将领的反对。在孙殿英行至临河一带時，蒋介石勒令孙殿英不得前进，但孙殿英仍于1934年1月20日对宁夏发起进攻，蒋介石随即命令马家军予以堵截，战争随即爆发。1934年3月，孙殿英战败，四十一軍殘軍大部遭马家军和晋绥军收编。战役导致宁夏当地经济和百姓生活遭到严重毁坏，但也在一定程度上加强了马鸿逵对宁夏的统治。

## 战役背景

### 马麟主政青海
國民軍馮玉祥在國民革命軍北伐期間，試圖將勢力拓展至西北甘肅地區。首先消滅了隴東地區的地方勢力，馬麒迫於國民軍的強大軍事力量，表示順服。北伐成功後，青海從甘肅獨立出來成為一省，國民軍系的孫連仲為省主席，馬麒為省政府委員。
1931年11月5日新、川、青、甘、寧五省十九將領聯名通電，支持吳佩孚主持抗日軍事，其中包括青馬的馬麟（馬麒之弟）、馬步芳與馬步青（兩人為馬麒之子）。雖然事後馬麟電告蔣介石否認聯名通電，但蔣介石對青馬已產生懷疑。
1932年西藏進攻西康，西康省政府主席劉文輝率兵抵抗，雙方僵持在金沙江兩岸。青海南部玉樹地區有兩寺院，因搶收附近藏民的農作而產生糾紛，西藏以此為藉口，命藏軍轉向北面的玉樹地區進攻，爆發青藏戰爭。西康軍與青海軍聯合作戰，藏軍節節敗退，達賴喇嘛透過英屬印度政府對南京國民政府施壓，要求國府宣布停火，青、藏雙方在1933年簽定《青藏和約》。青馬是這次戰爭最大贏家，不但打著中央軍的名義，獲得中央補助的軍械、糧餉，並以藏軍仍不斷侵擾為由，繼續向中央要求補助。

### 马鸿逵主政宁夏

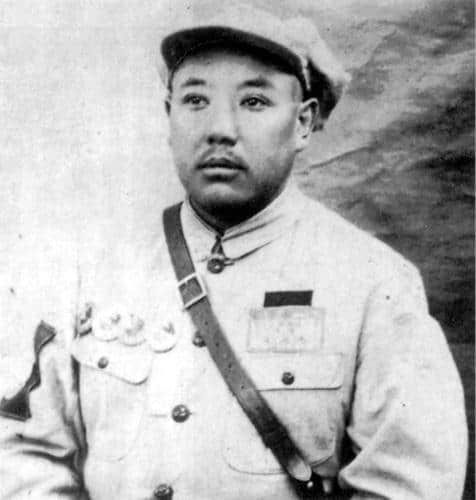
马鸿逵戎装像

雷马事变发生后，在甘肃担任省主席的马鸿宾于1931年12月15日被免去了省主席职务，并改任为甘凉肃边防司令，但因遭到马步芳抵制而未能赴任。此后不久，马鸿宾回到宁夏银川，并于当年冬天至1932年春天重编自己所管辖的第七师，共下辖3个步兵旅和1个骑兵团，总兵力共计9000余人:117。1932年2月，马鸿逵（马鸿宾堂弟）的國民革命軍第十一軍被缩编为國民革命軍第35師，驻防于河南信阳。8月19日，马鸿逵的父亲马福祥在涿州火车站因病去世，马鸿逵前往北平奔丧:572。奔丧结束后，蒋介石任命马鸿逵为新任的宁夏省主席，兼任第十五路军军长，但只允许马鸿逵带2个团返回宁夏。马鸿逵准备带着自己的全部精锐部队返回宁夏，为此他将35師当中戰力較弱的官兵编为2旅4团制的陸軍師，沿用35師番號，任命马腾蛟为代理师长。實力較佳的精銳官兵另外編制為3個獨立旅，分别由卢忠良、马宝琳、马英才为旅长，总兵力达1万余人:116-117。不久之后，马鸿逵的第35师的番号就和马鸿宾的第7师的番号相互对调:207。
为了避免这严重超标的3支独立旅在路上受到阻拦，马鸿逵还特别花费大量钱财疏通了张学良、阎锡山、傅作义等人。1932年11月，3支独立旅以第十五路军第七师的番号随同马鸿逵乘坐火车，经北平过包头，历时18天返回宁夏。1933年3月1日，马鸿逵正式宣誓就任宁夏省主席，而马鸿宾则率部驻防到灵武、金积一带。马鸿逵到任后扩充了自己的部队，扩充后的第十五路军下辖新编第七师，共有3个独立旅和2个骑兵旅，总兵力达到2万余人:117。但在返回宁夏之后，马鸿逵和马鸿宾因部队军饷问题曾出现过严重矛盾，最终在国民政府的调停下才告一段落:207。

### 馬仲英與新疆動亂
馬仲英於湟源事件後轉戰甘肅、寧夏等地。1931年，馬仲英進入新疆，支援維吾爾族反抗新疆省主席金樹仁。1933年，歸化軍等在新疆發動「四·一二政變」，盛世才取代金樹仁掌控新疆政權。馬仲英趁新疆政局不穩，二次進兵，與盛世才發生激戰。馬仲英是馬麟侄子，馬步芳與馬步青的堂兄弟，因此蔣對馬仲英是否與青馬暗中合作有疑慮。陳果夫曾建議蔣密令馬步芳進擊馬仲英，迫使馬仲英改路，再令新疆省軍予以迎頭痛擊，一股肅清。但蔣認為「密令馬步芳追襲改路似應不妥，蓋種族關係、回漢成見未除，恐變化當多，其內容或不如此簡單耳」。

### 孙殿英西进青海

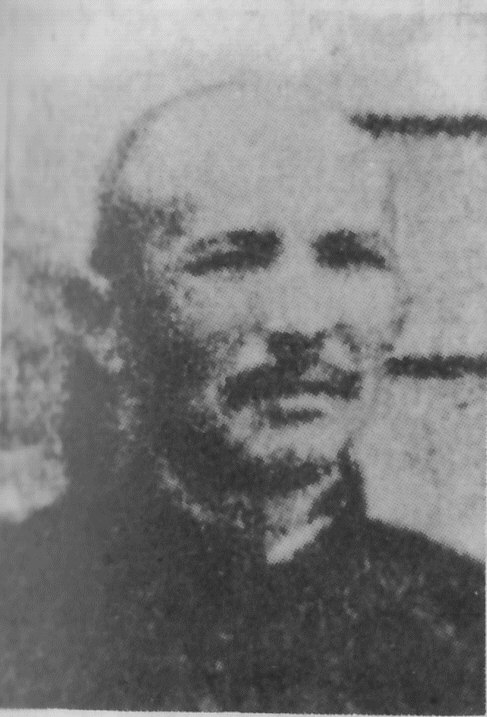
孙殿英像

中原大战后，被阎锡山任命为安徽省省长的孙殿英率領部隊脫離晉系軍閥，投靠東北軍。張學良任命孫殿英為東北軍暫編第2師師長，該部隊後獲得中央編制，改名為國民革命軍第40師，駐防在山西省晉城市。後來孫殿英升任國民革命軍第四十一軍軍長，:4026但是該軍下轄仍僅有40師一個部隊。九一八事變後，東北淪陷。民國二十一年（1932）冬，日軍從東北南下進入長城線，于1933年正式发起进攻，长城抗战爆发。2月下旬时，孙殿英受军令从山西晋城率部開拔北上參加热河戰役，并在熱河省昭乌达盟附近與日軍交戰，為赤峰戰鬥。後撤退後遭到投降日軍的東北軍將領張海鵬指揮的部隊追擊，在錐子山戰役再次戰敗退入察哈爾省。經過一個月的交戰，四十一軍官兵死1800餘人、傷1300餘人。雖然40師有一定損失，但是卻趁機收編戰敗撤退的東北軍汤玉麟部隊指揮的2个騎兵旅、1个步兵团，和李纯华的東北义勇军等共计2万人:4027，四十一軍的實際軍力還因此得到充實。
5月时，冯玉祥集結舊部在张家口组织察哈尔民众抗日同盟军，試圖組織部隊東進，而四十一軍駐地在長城戰役後转移到了河北省新保安一带。此地為平綏鐵路的一個站點，位置正好張家口與北平中間。孫殿英雖然曾經參加過國民軍，但兩度背叛馮玉祥的孫殿英與馮的關係稱不上友好，而他投靠的東北軍才剛失去根據地，政軍實力均大不如往，他無法猜測蔣中正是否會要求其發兵對馮玉祥兵刃相向的情境下，試圖離開這個對自己不利的駐地。
民國二十二年（1933）5月30日，王章在打给蒋介石的电报当中转达了孙殿英的想法，并且在同一天，孙殿英在发给蒋伯诚的电报中明确表示拒绝冯玉祥对自己的任命。5月31日，蔣接到戴笠電，稱孫殿英擬藉病離開赤城，並請北平分會將其部隊他調。
6月4日，黃郛在拍给蒋介石的电报中，再次提及了送孙殿英西进，而在6月8日，孙殿英在通过魯雨亭转呈行政院長汪精衛的电报中，明确表示愿意接受这一任命。6月11日，何應欽致電閻錫山，稱孫殿英提議屯墾之地為陝北、綏西等地。民22年6月27日，國民政府正式授命孫殿英為“青海西区屯垦督办”的职位，并接到了立刻西进的命令:231。在6月29日，何應欽收到蔣中正電報，告知南京政府將提供孫殿英10萬銀圓開拔費。孙殿英随即接受了这一命令，在天津购买了大批军火，并且在河北、察哈尔、热河等地进行征兵。
当年7月，孙殿英率军離開新保安一带，并于之后不久转移到包头一带。
孫殿英將部隊轉移至西北這個構想，並非單一一方的操作，從現在已知的電文與回憶錄中，包括馮玉祥、閻錫山、何應欽、戴苙上呈之報告，甚至是孫殿英本人都有類似的概念。四十一軍從7月中旬陸續乘坐火車開拔，到9月時已移動至包頭。在轉移過程中，孫殿英向閻錫山索討援助，閻錫山指示赵承绶援助迫擊砲彈5000顆、手榴彈3萬顆、步機槍彈30-50萬發。孙殿英部隊在行至五原、临河等地时，阎锡山的兵粮和弹药已经补给到位:117。

### 马家军拒孙西进
孙殿英在向西开进之前，曾派遣使者通知马鸿逵要借道前往宁夏之事，当时马鸿逵的态度是欢迎和同意的。但青海省政府主席马麟及其侄子马步芳（时任陆军新编第九师师长兼青海南部边区警备司令、青海省政府委员）在得知孙殿英即将前来青海之后非常震惊，由於孫殿英過往的劣跡，加上對於非本地軍事力量入侵感到疑懼。于是马麟授权马步芳在青海省内进行战争动员，同时电令马步青在凉州做好防卫工作，同时派遣部队协助马步芳抵抗孙殿英。此外，马麟还召开党政军首脑紧急会议，派马绍武、祁中道、谢士英三人前往南京，请求阻止孙殿英西进；同时派遣马师融赶赴宁夏联络马鸿逵、马鸿宾，相互约定共同抵御孙殿英。马步芳此时也借青海蒙古族藏族王公千百户的名义，电请蒋介石阻止孙殿英入青，并组织青海省各界群众举行“拒孙大会”，游行示威。而蒋介石为了防止马家军起兵闹事，就电令孙殿英暂时停留在五原，与此同时马鸿逵、马步芳等人也在加紧筹兵:117。
由于五原一带地理位置和气候并不适合长期驻军，孙殿英为了摆脱困境，秘密联络了甘肃的邓宝珊、陕西的杨虎城以及在陕北的红军将领的刘志丹，准备联合攻打宁夏，但却没有得到他们的回应:4027。此外，孙殿英还收编了绥远西部的骑匪杨猴小子等势力，同时为了寻求帮助，孙殿英还去联络了阎锡山、汪精卫、陈立夫等人，并且送给朱绍良一批黄金:213，甚至接受了满洲国授予的北洋大臣兼直隶总督的封号。与此同时，孙殿英还派人在宁夏大量散发《开发西北建设边疆吿民众书》和《吿西北将士书》，并在其中强烈抨击了马家军的宗教政策和治民能力，同时对自己的部队进行了大量的正面宣传:573。时至11月下旬，孙殿英离开五原，并于12月初抵达宁夏磴口县:231-232。
馬家軍立場在6月後已整合，確定要消滅孫殿英。南京政府在當地派遣的政軍首長，肃省主席兼绥靖主任、节制宁夏青海甘肃三省军务的朱绍良對此事亦知曉。但朱紹良選擇配合馬家政策，而非接受南京政府的派令，允許孫殿英進駐西北。此後，朱紹良除了與馬家聯名通電反對孫殿英進駐西北，也下令宁夏青海甘肃地方不允許孫殿英部隊成立兵站，這造成孫殿英西進重大的阻礙。在蘭州招開的軍事會議中，朱紹良责令马步芳与马鸿宾协同马鸿逵组织防御。在这一命令下，马步芳从甘州调遣了一批部队前来支援，时任新编骑兵第二师师长的马步青也在随后从永登县派遣一支部队赶往宁夏参与防守。1934年1月7日，孫殿英以駐防五原一帶，不堪飢寒交迫，率部移駐沃野開墾為由，抗命西行。1月10日，孙殿英对部队下达了进攻指示，1月14日，蒋介石电令马家军阻截孙殿英所部:117:92。

## 战前形势

### 孙殿英方面

#### 部队情况
孙殿英指揮的武力是國民革命軍四十一军，部队规模在经过一系列的征兵之后，从原有的一个下辖7个团的步兵师扩充至3个骑兵师、2个骑兵旅、3个步兵师，总兵力达到了41个团，总兵力约为6万人:117，号称十万大军:573。经过扩编后的第四十一军中，原任二十七师第二旅旅长杨干卿升任为骑兵独立师师长，在临河招安的土匪杨猴小子为骑兵师师长，但这个骑兵师在随后被扩编为骑兵军，以于世铭为军长。在这支军队中其他的主要将领有谭松艇、刘月亭、丁綍庭、卢丰年、刘广德、高霞轩及夏维礼、孟庆典、卫曰功等人。高等顾问先后聘有李锡九、南汉宸。

#### 战前动员
孙殿英为了激发士兵的战斗欲望，特地进行了战前动员。在战前动员中，他鼓吹宁夏的物资丰饶，并且就此编出了诸如“银川遍地是银子”“黄渠桥使用黄金建造的”之类的谎言。而由于孙殿英之前曾经率部盗掘清东陵，下属士兵普遍认为孙殿英见多识广，加之这些士兵的文化程度普遍不高，他们也就没有对孙殿英的言论有过多的怀疑:78。关于制定了一套先打平罗，暗中偷袭银川的进攻策略，并准备随时进攻中卫等地，最终目标是活捉马鸿逵:203。但这套策略随即就被孙殿英所部的团长卫曰功全盘透露给了马鸿逵方面:4027。

### 马家军方面

#### 作战序列
1933年10月间，马鸿逵以拒孙为名，勒令宁夏省各县征兵，将原有的3个独立旅扩编为3个师，原旅长卢忠良、马宝琳、马英才直接升任扩编后的师长，还增编4个级别相当于团、隶属于宁夏省保安处的警备大队，总兵力达到8000余人，并以马全良为保安处处长，韩进禄为保安处副处长，统率这批警备队。此外，还有马鸿宾所部第三十五师，并由马福寿任宁夏省垣警备司令。战斗爆发时，马家军方面参与到作战中的部队包括新编的马鸿逵和马鸿宾所属的所有部队，外加保安处的4个警备大队，兵力共约4万余人。此外，马家军方面还有马步芳所部派遣来宁夏的第三旅，旅长为韩起功，下辖马成龙、马德两个团；独立旅骑兵第一团，团长为马步銮，率领马正魁、韩有禄、马忠良等3个营协助防守宁夏；马步青派遣来的部队为所部骑兵暂编第二师第一旅，旅长为马禄，其中魏珍团的马秉魁、马福海、马长青、白生贵等4个营赶赴中卫，剩余一个骑兵团留驻一条山作为预备队。以上各先遣部队共约1万余人。
作战开始之后，马步芳增援到宁夏的所部共有所属第二旅旅长马继融所率的马思融、马瑜2个团，及独立骑兵第二团马忠义部、青海省政府手枪团马步荣部。此外，从青海抵达宁夏的部队还有1个炮兵营和1个工兵营。而马步青也增派了1个骑兵团，作为马禄旅的预备队，这批新增的部队总人数共达11000多人。四马的总兵力最终达到了62000余人:117。

#### 布防情况
在得到了卫曰功的情报之后，马家军的部队利用银川城靠近贺兰山和黄河的地形和周边的堡寨，构成郊区防御阵地。具体布防结构为：南防御线的走向为自银川城以南经过王宏堡、阳和堡、大坝堡、广武城、石空堡，最终延伸至中卫县，防线全长共计360里；北防御线的范围为银川城以北经过谢家堡、李刚堡、平罗县、黄渠桥、石嘴子至磴口县，防线全长共计220里。马鸿逵用在北防御线一带的兵力约有万余人。在各主要据点中，磴口县安排1个团防守；石嘴子派驻2个团防守；平罗县由新编第七师第二旅驻守，由该旅旅长马宝琳指挥，此外还安排有1个炮兵营；李刚堡由马光宗率领骑兵团驻守；五香堡则由马英福率领1个团驻守:79。在西距宁夏城15里的宁朔县，东距宁夏城90里的灵武县，各分派有1个团的兵力，作为两翼防御线；在金积、中卫等县也有部队驻防。除此之外的其他部队，均被马鸿逵安排在银川城附近，其中包括第十五路军的精锐。马家军还根据掌握的情报制定了一套作战方针，在这套作战方针中，马家军会在初期不做过多抵抗并诱敌深入，对孙殿英所部逐渐削弱，并最终寻求机会展开决战:4027。此外，马鸿逵下令各县长严厉监督各堡长，并对其摊派粮草等军需物资。每个县都要派遣丁夫前去修筑防御工事，各个防守据点防御工事都要修造的足够坚固，城外的外壕沟要宽5米，深3米，壕沟的内侧四角要修筑碉堡，城墙全面加固，并在上方设置盖沟。而当地的五匠行业要出人出钱。上述指令如有违抗，军法从事:79-80。

### 其余势力
除马家军和孙殿英所部之外，蒋介石派遣胡宗南率领第一师驻扎在景泰县，阎锡山派遣傅作义指挥王靖国、赵承绶各率一个师驻守在包头以西:4027-4028，此外晋绥军还在包头附近派驻了1个骑兵师、2个炮兵团以及若干特种部队。这些部队的主要作用是严防战事扩大:231-232。

## 战役经过

### 孙殿英发起进攻
1934年1月10日，孙殿英对自己所属的部队下达了作战指令，并于1月12日派遣杨耀峰率领1000余人组成的先锋部队围攻磴口县城，马家军方的守军未做抵抗便直接撤退至石嘴山。13日，孙殿英所部以步兵、骑兵、炮兵三个兵种混编，分作2路围攻石嘴山，马家军方的守军稍作抵抗后撤退至黄渠桥。14日清晨，孙殿英部猛攻黄渠桥，马家军方守军被击溃并撤退至姚伏堡、清水堡、洪广营一带:210。当日，马鸿逵等人收到了蒋介石于13日拍出的电报和朱绍良发出的电报。在蒋介石的电报中，蒋介石下达命令称，若孙殿英违背命令擅自南下，马家军须尽力防堵；在朱绍良的电报中，朱绍良任命马鸿逵为左翼军总指挥，马鸿宾为右翼军前敌总指挥，马步芳为总预备队总指挥:117。
1月17日清晨，孙殿英下属的于世铭骑兵军中的3000多名骑兵从黄河东岸的桃葫芦滩过黄河，对由马家军的马鸿逵所部第三旅第五团布防的李岗堡、清水堡一带的阵地发动猛攻。双方激战至18日，战场上的马家军发起反攻，于世铭的骑兵部队在这次反攻中死亡400余人，另有180余人被俘，而马家军在这次反攻中还缴获了242条步枪以及60余匹马:210。19日，孙殿英方得刘月亭下属一个师、夏维礼一个旅以及炮兵旅刘广德部从东、西、北三个方向围攻平罗县城:211。在围攻过程中，马家军由守将马宝琳组织反攻，部分马家军士兵占据了平罗城北侧的平罗玉皇阁作为制高点对进攻部队发起反攻:33-34，这让进攻部队在遭受了巨大伤亡的情况下没能取得任何实质性进展:211。

### 双方银川城激战
1月26日，刘月亭留下瑞孙所属旅继续佯攻平罗县城，自己率领2个师的主力部队以及1个炮兵旅，顺着连接平罗和银川的唐徕渠向着银川城进军:211。由于唐徕渠在冬季无水，两侧的渠堤为这批军队提供了有效的掩护，同时沿途并没有遭遇到任何阻击:4028。1月27日凌晨，这批部队抵达银川城北侧的满达桥和东侧的李家寨、马家寨一带，先头部队则已经抵达了银川城西北侧的大小礼拜寺和城西侧的唐徕渠，并开始直接搭建云梯攻城，但在爬上城墙之后被马鸿逵驻守城墙的特务团发现，随即被击退。其余进攻部队还占领了银川城北的海宝塔作为制高点，并把司令部搬到了塔内:211。
天亮之后，新编第七师第三旅旅长马英才率部从北门出击，而马全良则率部由谢岗堡直扑唐徕渠，向满达桥一带的孙殿英部队发动攻击；卢忠良则率队从丁义堡向南，包抄孙殿英部队的后方；马步芳派来的韩起功旅则从新城、洪广营扑向满达桥西北，攻击孙殿英部队的右侧。被包围的孙殿英刘月亭所部选择四面突围，双方爆发肉搏战，并均遭受了巨大伤亡，双方自此在银川城外展开了拉锯战，孙殿英所部位于海宝塔中的司令部也被驱赶出来。在此期间，马鸿逵在银川城外建造了大量的交通壕和掩体，并在北城城墙上设置了数门大炮，城墙四周则有用铁丝悬挂的照灯，城墙上配有监视哨，此外在北城墙根一带还挖掘有地道，省府总指挥部下方还建造有紧急避难用的地下室，以上所有防御工事均由马鸿逵之子马敦静主持修造:211-212。
2月5日，孙殿英派遣5个团夜袭银川城，数百人分作3队借着风大夜黑从城东和城北摸上城墙，但被守城士兵提前发现，最终登上城墙的孙殿英部队全部被歼灭。2月10日凌晨，孙殿英再次组织部队全线进攻，马家军立刻组织防守，并在孙殿英部队进攻稍缓的时候组织反攻将对方击退。当天下午，兰州方面派出由朱长凯、钱国勋等人驾驶的3架飞机对孙殿英位于李岗堡、满达桥的阵地展开轰炸:212。由于双方战事胶着，战机在轰炸时对双方士兵均造成了杀伤，但这还是导致孙殿英此次攻城的失败:4028。此后直至2月22日，双方均未展开大规模战斗:212。

### 孙殿英战败下野
接连作战不利使得孙殿英的部队内部出现了严重的内讧，而自从开战以来未能夺取宁夏的任何一座城池，也出乎原本打算速战速决的孙殿英的意料。2月22日，孙殿英以指挥不当为由撤掉了刘月亭对其他部队的指挥权，并于当天亲自率领800余人组成的“奋勇队”以及刘月亭所属的整个师，向马家军的阵地发起全面进攻，其中主力直扑由马瑜率领一个团驻守的海宝塔和马廷湖率领一个团驻守的赵家庄。战斗持续到23日下午，守方得到了卢忠良旅下属的马金柱的一个营的增援，最终成功击退孙殿英的部队，打死打伤对方五六百人。2月26日，晋绥军第七十师王靖国部抵达临河，先头部队继续南下，对孙殿英形成夹击之势，同一天，一直在景泰观望的胡宗南第一师下属的袁璞的一个旅抵达中卫:212。得知情况的孙殿英开始慌乱，在电请阎锡山回绥远过冬的请求没有得到回应之后:4029，孙殿英一面让炮兵继续轰击银川城内，另一方面组织自己下属的1个旅和特务营、炮兵营对赵家庄和八里桥一代的马家军阵地发起猛攻，但在4个小时之后被马家军击退，100余名官兵被俘:213。
此时蒋介石命令何应钦停发第四十一军的军饷，同时电令庞炳勋、胡毓坤等人劝孙殿英下野。何应钦随即命令孙殿英“撤出磴口，接受编遣”的电报，但孙殿英对其选择了无视。这种情况下，蒋介石撤消了青海西区屯垦督办公署，并且免去了孙殿英的所有职务。3月5日，蒋介石发出电报，电报中命令孙殿英所部全部归军分会管辖整理:214。
接到电报的孙殿英部下纷纷哗变，投靠马家军。于世铭骑兵军所属独立第一旅旅长李纯华通过北平军分会派驻宁夏的委员马愚忱，率部向马鸿逵投降，此外先后率部投降马家军的还有在银川城西北被包围的丁綍庭和杨干卿等人，第四十一军就此减员多达3万余人:215。此时刘月亭所部在发现战况不妙后准备向北撤退，同孙殿英的主力部队会合，但在途中被赶到的晋绥军截击并缴械:4029。孙殿英于3月19日下令全线退却，当天夜里这批军队遭遇沙尘暴，导致部分士兵相互踩踏。3月20日，马家军分路对孙殿英展开追击，兰州方面则派出飞机在洪广营、姚伏堡等地展开轰炸。在这次追击中，孙殿英的部队被俘人数多达6000余人。3月21日，孙殿英撤退至平罗，平罗守军在马宝琳的率领下出城截击，孙殿英大败。3月22日，马家军的追击部队抵达黄渠桥以北的地区，骑兵部队追至石嘴山:215。3月25日，孙殿英在大势已去后只身一人脱离部队，赶到赵承绶师所在地投降:4029。晋绥军吕汝骥率领所部一个旅在石嘴山北侧的尾闸一带布防，将撤退至石嘴山到三盛公一带的孙殿英残部全部缴械收编。四马拒孙之役到此正式结束:119:215，孙殿英的部队被“彻底解决”:19。

## 战役影响
向晋绥军投降的孙殿英残余部队被整编为2个旅，由刘月亭和卢丰年分任旅长，并全部开往江西修筑公路，而孙殿英本人则在赵承绶陪同下前往太原晋祠隐居:4029。而通过这场战争，马鸿逵巩固了自己在宁夏的统治，并且缓和了与马鸿宾之间的关系，但在分配战利品的问题上又和马步芳出现了新的矛盾。马步芳在返回青海后，青海的蒙古族藏族王公纷纷抵达西宁祝贺，并赠送给马步芳1000匹马，10万两白银以及其他礼品。此外，马步芳凭借此役被蒋介石升任为陆军新编第二军军长，所辖新编第九师番号改为第一百师。马步青所属部队的番号也改为陆军骑兵第五师:215。
孙殿英部队在战争期间沿途烧杀抢掠，不仅造成大量当地居民家破人亡，当地的农具等生产用具也被毁坏一空。战争结束时，贺兰山一带的土匪得到了孙殿英部队遗落的大批武器，对当地治安造成了恶劣的影响。此外马鸿逵征用了大量壮劳力修筑工事和充当士兵，先后涌入宁夏的军队多达10余万人，2个月的战争结束后，当地经济因充军备遭到严重破坏，据不完全统计，这场战争造成的灾民总人数达到45万8千余人，另有5834名百姓被因战争身亡；当地耽误生产的耕地多达97万亩:218。当地红十字会也在尽力弥补损失，同时宁夏省、甘肃省等地也成立了救济宁夏战区难民委员会，对当地的经济组织恢复，并向南京国民政府请求救济。参战的马家军的军饷在战争结束后也出现了四十八万大洋的亏空，而部分士兵的复员遣送费共计二十万大洋也难以筹措。

## 备注
1. ↑  电文全文如下：「孫總指揮語意擁護中央爾後決不參加任何內釁此予每次談話均有確切表示而此次當馮玉祥先生通電未發表前惟恐起各方誤會即有要求何部長准本人暫去天津以避免與馮先生之接觸及馮先生通電既發表以後乃迅派韓處長麟符去平謁何部長解釋並為堅絕表示擁護中央起見要求將所部調回原防或西部包頭一帶與馮先生隔離而釋各方之嫌生由以上情上觀察可見孫總指揮不再參加內爭擁護中央之堅決意志」[10]。
2. ↑  电文全文如下：「魁元對此事事前絕不知情當此危急存亡之秋何忍同室操戈在昔因馬蘭谷譚某之事國人目我為匪中央視我為叛逆所以自闢途徑常走極端近因努力抗日國人嘉譽非常中央倚重方殷已入光明之途何能喪心病狂自損身價務懇轉電蔣公代為剖白魁元擁護中央誓無他意請勿遠念為禱」[12]。
3. ↑  电文全文如下：「頃接北平鄭介民同志艷亥電稱孫殿英對馮之反抗中央行動決不參加孫已派韓麟符來平向何部長陳明矣孫於接馮之通電即大罵馮不明大義擬藉病離赤城並請分會將其部調他以息逆謀等情」[13]。
4. ↑  电文全文如下：「前在敬之處閱及孫殿英來電略謂血戰歸來決不再加入內戰即使全部被解散亦所不惜等語此電二種看法(1)表示不與馮合作(2)表示不打馮對馮守善意的中立態度因思北友中潘復程克二人與孫交好當即設法運用前孫派代表持函來見據其代表口頭表示謂孫志在屯田一因自知學識不足以任他事二因所部士卒若不為之安頓殊難善後故願在邊地屯墾效力倘中央能予以屯墾督辦或屯田專使等名義彼必感激知奮云今後究應如何應付乞酌示尊意藉資參考為幸」[14]。
5. ↑  电文全文如下：「魯雨亭弟轉呈院長汪鈞鑒此次察變謹遵指示辦理刻函欲遠離漩渦移屯邊荒況戰事結束大軍雲屯非切實縮編實不足以差其後職意我國兵士素乏專技一離兵籍即成匪寇已往事實昭昭具在與其裁而遺禍於社會不如留而興利於國家屯墾實邊實為上策職不敏願率所部移屯陝北綏西邊荒以為之倡伏乞轉陳蔣委員長俯成職志則數万之眾將永能自食其力以圖生產且西北邊區遼闊容量至宏如能調軍隊屯戍以充實之亦謀國之要圖謹供愚忱伏乞垂鑑益盼電示」[15]
6. ↑  相关电文如下：「可否將綏西之佘太五原臨河三縣劃予孫屯墾」<[16]
7. ↑  关于这次进攻的发起原因一直存有争议，除了摆脱困境一说之外，还有说法认为孙殿英其实前往青海屯垦本来就只是一个空口号，实际目的就是为了攻打马家军的地盘[18]。
8. ↑  此外还有说法认为这次计划原本是在银川城下胶着时临时决定的，并且由于部下之间的严重分歧而导致该计划最终没能付诸实施[9]:4029。
9. ↑  也有说法认为，这次进攻是由蒋介石的秘密通电指使的[20]:76。
10. ↑  关于当时第四十一军的实际兵力一直都有多种说法，有说法认为当时孙殿英掌控着7万兵力[17]:231，也有说法称有8万[20]:74。
11. ↑  关于孙殿英的部队番号记载比较混乱，据时任马步芳部陆军新编第九师第二旅司令部参谋长王剑萍回忆，扩编后的第四十一军被孙殿英分成了3个军，除去已经提及的骑兵军之外，第一军归孙殿英自行节制，原四十一军二十八师师长刘月亭升任为第二军军长[19]，但在其他的文献中，战役开始时的刘月亭的职位仍然是师长[7]:210。
12. ↑  关于马家军的部队番号记载比较混乱，据王剑萍回忆，马鸿逵和马鸿宾的2个师不久后被扩编为2个军，马鸿逵自此又兼任第一军军长，由马鸿宾担任新编三十五师师长的同时又兼任第二军军长[19]。
13. ↑  有说法认为马家军整场战役投入的兵力只有4万余人[17]:233，也有说法认为当时可以投入战斗的兵力仅有3万多人[9]:4027。
14. ↑  电文内容为：“万急。宁夏马主席，分转四十一军副军长于世铭，查第四十一军军长孙魁元，业已免职，所有原四十一军所属步兵部队，着由丁旅长綍庭、刘旅长月亭负责指挥，各编成三团；所属骑兵部队，交由于副军长世铭负责指挥，亦编成三团，均归军分会管辖；退及磴口以北地区，切实整理，仍将遵办情形具报。”[7]:214
15. ↑  1934年2月7日，甘肃各界救济宁夏战区难民委员会发向国民政府行政院的电文这样写道：“此次孙殿英部抗命西进，喋血宁郊，叛党祸国，逆迹昭著，而又纵其土匪式部队奸淫掳掠，残民以逞铁骑所至，掘地三尺，村舍为墟，人民以耗火余生兼值风餐雪虐，饥寒交迫，关目伤心。爰由本省各界组成宁夏战后难民救济委员会与本月微日成立，设法救济，万恳推已饥已溺之怀，迅赐指发巨款，以资分配战区，用活灾黎并祈于最短期内，明令勘平叛乱，使战区不在扩大，则西北民众感同再造。”[24]